# NGC 4499
NGC 4499 (другие обозначения — ESO 322-22, MCG -7-26-8, DCL 63, PGC 41537) — спиральная галактика с перемычкой (морфологический тип по Хабблу SBbc, по Вокулёру SB(rs)b) в созвездии Центавра. Открыта Джоном Гершелем 5 июня 1834 года.
Этот объект входит в число перечисленных в оригинальной редакции «Нового общего каталога».
Галактика не имеет балджа и не проявляет радиоэмиссии на частоте 1280 МГц. Это указывает на отсутствие областей звездообразования и активности ядра.